# Ustja-Selene
Ustja-Selene (ukrainisch Устя-Зелене; russisch Устье-Зелёное/Ustje-Seljonoje, polnisch Uście Zielone) ist ein Dorf im Rajon Monastyryska der Oblast Ternopil im Westen der Ukraine etwa 19 Kilometer südwestlich der ehemaligen Rajonshauptstadt Monastyryska und 74 Kilometer südwestlich der Oblasthauptstadt Ternopil am Fluss Dnister gelegen.

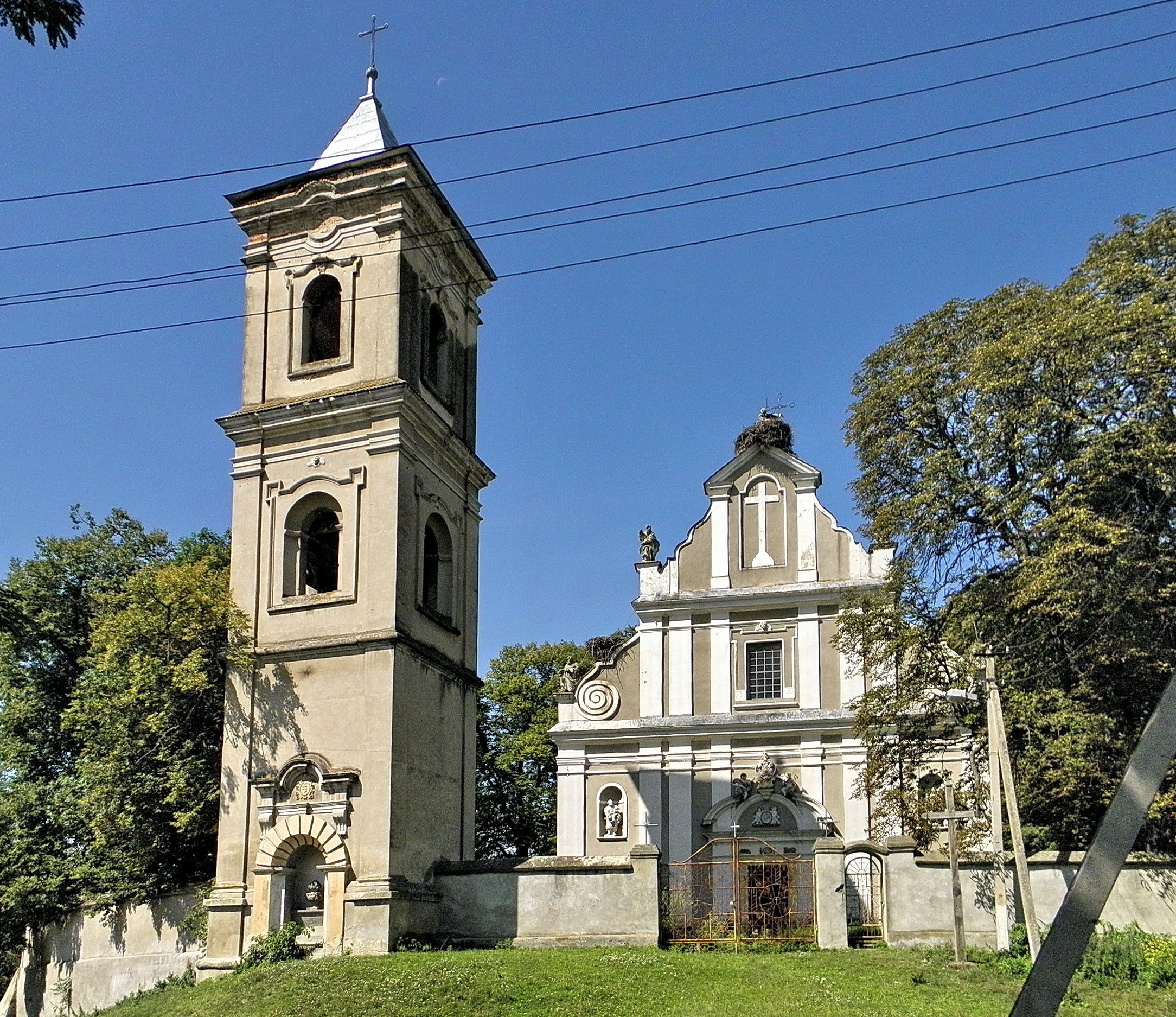
Kirche im Ort

## Geschichte
Der Ort wurde 1436 zum ersten Mal schriftlich erwähnt, erhielt 1548 das Magdeburger Stadtrecht und lag zunächst in der Woiwodschaft Ruthenien als Teil der Adelsrepublik Polen. Von 1772 bis 1918 gehörte er unter seinem polnischen Namen Uście (später mit Namenszusatz Zielone) zum österreichischen Galizien.
Nach dem Ende des Ersten Weltkrieges kam der Ort zu Polen (in die Woiwodschaft Tarnopol, Powiat Buczacz, Gmina Uście Zielone), wurde im Zweiten Weltkrieg ab September 1939 von der Sowjetunion und dann ab Sommer 1941 bis 1944 von Deutschland besetzt, hier wurde der Ort in den Distrikt Galizien eingegliedert. Während der Sowjetischen Besetzung Ostpolens wurde dem Ort der Stadtstatus aberkannt, zum Dorf herabgestuft und im Januar 1940 zur Rajonshauptstadt des Rajons Ustja-Selene bestimmt. Der Rajon bestand aber nur bis zum Juni 1940, als die Rajonshauptstadt nach Koropez verlegt wurde und der Rajon folglich in Rajon Koropez umbenannt wurde.
Nach dem Ende des Krieges wurde der Ort der Sowjetunion zugeschlagen, dort kam das Dorf zur Ukrainischen SSR und ist seit 1991 ein Teil der heutigen Ukraine.
Am 12. Juni 2020 wurde das Dorf ein Teil der Stadtgemeinde Monastyryska im Rajon Monastyryska; bis dahin bildete es zusammen mit den Dörfern Luka (Лука) und Meschyhirja (Межигір'я) die Landratsgemeinde Ustja-Selene (Устя-Зеленська сільська рада/Ustja-Selenska silska rada) im Westen des Rajons Monastyryska.
Am 17. Juli 2020 wurde der Ort Teil des Rajons Tschortkiw.